# Kołodeżno
Kołodeżno (ukr. Колодяжне) – wieś na Ukrainie w rejonie kowelskim obwodu wołyńskiego.
W roku 1583 należało do dóbr milanowickich księcia Andrzeja Kurbskiego.
W czasie okupacji niemieckiej mieszkająca we wsi polska rodzina Rutkowskich udzieliła pomocy Dorze Gudis z d. Ruffe. W 2008 roku Instytut Jad Waszem podjął decyzję o przyznaniu Feliksie i Ludwikowi Rutkowskim tytułu Sprawiedliwych wśród Narodów Świata.
Znajduje tu się przystanek kolejowy Kołodeżno, położony na linii Zdołbunów – Kowel.

## MuzeumŁesi Ukrainki
W 1949 r. we wsi otwarto muzeum Łesi Ukrainki.